# Manuel Aeschlimann
Pour les articles homonymes, voir Aeschlimann.
Manuel Aeschlimann, né le 22 octobre 1964 à Asnières-sur-Seine (Seine), est un homme politique français, maire d'Asnières-sur-Seine de 1999 à 2008, député de la 2e circonscription des Hauts-de-Seine de 2002 à 2012, puis de nouveau maire d'Asnières-sur-Seine depuis 2014.

## Biographie

### Jeunesse et formation
Élève dans le lycée de Sainte-Croix de Neuilly (où il obtient son baccalauréat en 1982), il poursuit des études de droit à l'université Paris II - Panthéon-Assas et obtient une maîtrise de droit privé ainsi qu'un DEA de science politique et de droit public.
Par la suite, il devient chargé de travaux dirigés (TD) à Assas où il enseigne notamment des questions relatives aux stratégies électorales à l'Institut d'études politiques de Paris jusqu'en 2007. Il devient avocat en janvier 2009.

### Carrière politique

#### Maire d'Asnières-sur-Seine de 1999 à 2008
Militant au RPR à partir de 1987, il entre au conseil municipal d'Asnières-sur-Seine à l'âge de 25 ans, puis est nommé premier adjoint au maire. Mais en 1992, il se désolidarise de l'équipe municipale, ce qui entraîne son exclusion du RPR. Il se présente alors, la même année, aux cantonales sous l'étiquette Génération écologie, mais est également exclu de ce mouvement. De 1994 à 1999, il est premier adjoint divers droite au maire d'Asnières-sur-Seine. Membre du conseil général des Hauts-de-Seine, il en préside en 1994 la commission de la culture, de la jeunesse et des sports, et devient président du Rassemblement national des élus locaux pour la sécurité. Il est élu maire UDF d'Asnières-sur-Seine en janvier 1999 en remplacement de Jean-Frantz Taittinger, démissionnaire. Il entre à l'UMP à sa création, en 2002.
Début décembre 2007, la presse publie un rapport de la chambre régionale des comptes d'Île-de-France. Ce document met en cause plusieurs aspects de la gestion de la mairie d'Asnières-sur-Seine, comme des faiblesses fiscales et un lourd endettement, une consommation excessive de carburant pour les véhicules de la mairie, « des honoraires d'avocats somptuaires », la « nomination irrégulière d'un cadre technique », la gestion de la construction d'un parking, ou encore un « conflit d'intérêts » de son adjoint dans des opérations immobilières,,.
En vue du second tour de l'élection municipale de 2008, les listes du Parti socialiste et des Verts, du MoDem et divers droite fusionnent. Cette union, emmenée par Sébastien Pietrasanta, remporte le scrutin avec 51,87 % des voix contre 48,13 % à la liste de la majorité conduite par Manuel Aeschlimann, arrivée en tête au premier tour.

#### Maire d'Asnières depuis 2014
Après avoir été condamné le 13 mars 2009 pour favoritisme dans l'attribution d'un marché public en 1998, engendrant une peine d'inéligibilité d'un an, il se présente lors de l'élection municipale de 2014. Sa liste obtient 50,12 % des suffrages exprimés et bat celle menée par le maire sortant, Sébastien Pietrasanta mais cette élection est annulée par le Conseil d'État le 11 mai 2015, celui-ci relevant qu'il résulte « des déclarations de policiers municipaux et de plusieurs témoignages circonstanciés, que des pressions ont été exercées aux abords immédiats de plusieurs bureaux de vote », et « qu’eu égard au très faible écart des voix entre les deux listes en présence, de telles pressions ont été de nature à fausser les résultats du scrutin ». De nouvelles élections sont organisées les 14 et 21 juin 2015. La liste « 100% Asnières » conduite par Manuel Aeschlimann obtient 47,42 % des suffrages exprimés à l'issue du premier tour. Manuel Aeschlimann est à nouveau élu à la mairie d'Asnières après avoir battu Sébastien Pietrasanta avec 56,7 % des voix au second tour.
Il est élu le 21 janvier 2016 vice-président de la métropole du Grand Paris.
Attaché aux questions de sécurité, il déclare augmenter les moyens matériels et humains dédiés à la police municipale dès le début de son mandat. En 2015, il fait remplacer les 75 caméras de vidéoprotection de la ville par du matériel plus performant. Progressivement, le parc de vidéoprotection est étendu pour se rapprocher de la barre des 100 caméras en 2018. Depuis 2014, la ville a embauché des policiers municipaux supplémentaires et atteint un effectif de 55 agents. Il fait par ailleurs ouvrir un poste de police municipale de proximité dans le quartier Bord de Seine. Asnières est l’une des rares communes d’Île-de-France à disposer d’une brigade canine avec la présence d’un chien spécialisé dans la détection des produits stupéfiants. D’importantes saisies de drogue ont ainsi pu être réalisées et de nombreux trafiquants interpellés. Manuel Aeschlimann se déclare publiquement favorable au développement de la vidéoprotection par drone,.
Il vante alors le développement de l'agriculture urbaine et implante une ferme aquaponique dans la Halle Flachat, permettant à la Start-up Agricool d'expérimenter la production de fraises en containers et dédie plus de 7 000 m2 à l'agriculture urbaine dans les ZAC en construction en bord de Seine.
Il recourt à plusieurs reprises à la préemption commerciale pour dynamiser et diversifier les commerces asniérois. Porté par le dynamisme économique des Hauts-de-Seine, il parvient à convaincre Porsche d'installer son siège social français à Asnières en 2018. Suivront d'autres entreprises comme Naf Naf ou Chevignon en 2019.
En novembre 2024, Manuel Aeschlimann et la ville d’Asnières obtiennent le rejet de la requête du sénateur PCF concernant une image de la Nativité dans une publication municipale.

#### Député des Hauts-de-Seine
Il est élu député le 16 juin 2002, dans la 2e circonscription des Hauts-de-Seine, en obtenant 63,63 % des voix au second tour face au socialiste Dominique Riera. Durant la XIIe législature, il est membre de la commission des lois constitutionnelles, de la législation et de l'administration générale de la République et des groupes d'études parlementaire sur l'amiante, le cancer et la modernisation de la vie politique française. Chaque année, il sera rapporteur pour avis sur le budget des collectivités territoriales dans le cadre des lois de finance annuelles.
Il cosigne des propositions de loi, notamment en matière de sécurité, dont celle visant à inciter à la remise en état des biens dégradés par les auteurs de graffitis, ou celle visant à renforcer les mesures prises à l'encontre des personnes coupables de mauvais traitements sur les personnes âgées.
Le 17 juin 2007, Manuel Aeschlimann est réélu avec 56,19 % des suffrages pour la XIIIe législature, face à Michèle Etcheberry. Sa suppléante est Caroline Coblentz.
En juin 2012, il est battu dans sa circonscription, au second tour, par Sébastien Pietrasanta (Parti socialiste), qui obtient 53,53 % des voix. Manuel Aeschlimann faisait partie de la « liste noire » des hommes politiques que la présidente du Front national, Marine Le Pen, avait appelé à faire battre du fait de leur « comportement particulièrement méprisant à l'égard de [ses] électeurs ou à l'égard des lois de la République ».

#### Fonctions politiques à l'UMP
Manuel Aeschlimann devient conseiller technique de Nicolas Sarkozy en juillet 2005, après avoir créé et présidé la commission du suivi de l'opinion publique à l'Union pour un mouvement populaire. À ce titre, il met en garde l'UMP, à travers des sondages ciblés, sur une possible victoire du non au référendum sur la constitution européenne.

#### Proximité avec des mouvements conservateurs
En 2013, il participe aux manifestations de La Manif pour tous .
Dans Le Parisien, Eric Justice, délégué du mouvement Sens Commun, fait savoir que son mouvement s’est mobilisé dans la campagne municipale de 2014 en faveur de Manuel Aeschlimann, déclarant même qu’ils “l'ont aidé à gagner, c'est certain”. Pour Le Parisien, cette mobilisation aurait contribué à l'élection d’Aeschlimann.

### Vie privée
Son père, Germain Aeschlimann, est né de parents inconnus et exerçait la profession de géomètre. Il épousa Odile Doucet, héritière d'une famille patricienne d'Asnières, et dont le père Jean Doucet était industriel et propriétaire foncier dans la rue Saint-Augustin de cette commune .
Manuel Aeschlimann est marié à Marie-Dominique Ristori, fille d'un cadre régional de la Guadeloupe,. Elle devient son adjointe et conseillère régionale d'Île-de-France, candidate déçue à l'élection législative de 2017 dans la circonscription d'Asnières. En 2023, elle est élue au Sénat sous le nom de Marie-Do Aeschlimann. Leur fils cadet a pour parrain Nicolas Sarkozy.

## Affaires judiciaires et polémiques
Le système mis en place par Manuel Aeschlimann, maire de 1999 à 2008 puis depuis 2014, a été épinglé par L'Express qui y avait dédié un numéro de son magazine en 2006, dans lequel on parle notamment de : « guérilla judiciaire », « esprit de famille », « occupation du terrain sans relâche » (par une communication outrancière), « discrédit des adversaires », communautarisme, mises en examen, condamnations pour diffamation, affaire de favoritisme… 

### Accusation de fichage ethnique
En 2006, une enquête est ouverte par la brigade de répression de la délinquance économique (BRDE), sur ordre du parquet de Nanterre, suite à la dénonciation de l'opposition, concernant des listes électorales (environ 40 000 noms) qui auraient été triées par origine ethnique à la mairie d'Asnières. Selon le Parti socialiste, de « nombreux » habitants d'Asnières-sur-Seine auraient reçu des tracts ou communiqués de la mairie rédigés en fonction de leur origine, âge ou sexe . Manuel Aeschlimann dénonce l'ouverture d'une enquête à trois semaines des élections. Il affirme par ailleurs que tous les fichiers de la mairie font l'objet d'une déclaration auprès de la CNIL. Après enquête de police, les poursuites sont abandonnées  faute de preuves.
Le 20 mars 2008, quatre jours après sa défaite aux élections municipales, il est convoqué par la brigade de répression de la délinquance économique (BRDE) dans le cadre d'auditions relatives trois enquêtes préliminaires distinctes ouvertes par le parquet de Nanterre. La première concerne des soupçons de fichage ethnique d'électeurs, la deuxième l'utilisation inappropriée de fonds parlementaires à des fins privées[Quoi ?], et la troisième l'attribution d'un marché de restauration collective passé avec Avenance, pour lesquels il a été relaxé. Cette procédure avait déjà valu une garde à vue de trente-six heures à Bernard Loth, l'ancien directeur général des services. La veille, le nouveau maire socialiste d'Asnières, Sébastien Pietrasanta, avait également communiqué à la presse qu'il allait saisir la chambre régionale des comptes en raison de la diffusion de 27 500 exemplaires du rapport intégral de la cour régionale des comptes consacré à la gestion de la commune aux frais de la mairie. Un rapport que Manuel Aeschlimann n'avait pas voulu rendre public avant les élections municipales, « s'avérant cinglant sur sa propre gestion entre 1999 et 2006 » écrit Le Parisien .

### Avenance
En 2009, il est accusé de trafic d'influence passif par son opposant, le Maire socialiste d'Asnières Sébastien Pietrasanta, qui lui fait délivrer une citation directe. Le 29 avril 2011, Manuel Aeschlimann est relaxé par le Tribunal de Nanterre,,. Les faits portaient sur trois repas dans des restaurants de luxe de Paris , en 2004 et 2005, offerts par Avenance, leader français de la restauration scolaire qui cherchait alors à décrocher le renouvellement en 2007 d'une délégation de service public . Des peines d'emprisonnement avec sursis, allant de 12 mois à 2 ans, ont été prononcées contre l'ex-directeur général des services de la ville, qui était soupçonné d'avoir bénéficié entre 2005 et 2007 de plusieurs repas dans de prestigieux restaurants et du financement d'une partie de son mariage par Avenance , et deux responsables du groupe Avenance.

### Condamnation par la justice et retrait du conseil municipal
Le 13 mars 2009, il est condamné en première instance à 18 mois de prison avec sursis, quatre ans d'inéligibilité et 20 000 euros d'amende pour favoritisme dans l'attribution d'un marché public en 1998. En 1998, alors premier adjoint, il avait confié sans mise en concurrence l'organisation d'un festival à la société CDA Production, gérée par Dominique Carbonnier, avec lequel il était en affaires .
Le 21 janvier 2011, la Cour d'appel de Versailles confirme la peine prononcée en première instance, l'inéligibilité étant réduite à un an. Afin de pouvoir se représenter à l'élection municipale de mars 2014 à Asnières-sur-Seine à la fin de sa période d’inéligibilité, à partir d'octobre 2013, il renonce à se pourvoir en cassation, et présente sa démission de conseiller municipal d'opposition le 25 septembre 2012.

### Attaques et poursuites en diffamation
Dans un article paru en novembre 2006, Libération parle également d'une dérive procédurière , notamment à l'encontre des élus d'opposition, chiffrant à l'époque le budget justice de la mairie à 600 000 euros par an. Deux ans plus tôt, la mairie, sous sa présidence, avait d'ailleurs été condamnée pour avoir refusé de publier une tribune de l'opposition dans sa revue municipale .
En juin 2014, la mairie a autorisé la publication d’une tribune de l’opposition présidée par l’ancien maire d’Asnières, Sébastien Pietrasanta. Le 2 juin 2015, Sébastien Pietrasanta est condamné par le tribunal correctionnel de Nanterre pour avoir diffamé Manuel Aeschlimann dans cette tribune.
Le 15 mars 2016, il est condamné par le tribunal correctionnel de Paris pour avoir diffamé l'ancien maire d'Asnières Sébastien Pietrasanta en tentant de faire croire qu'un « film porno » avait été tourné à l'Hôtel de Ville par ses prédécesseurs. Son adjoint Alexandre Brugère est condamné pour diffamation également, ainsi que le journal Le Point,.
En septembre 2023, un an après la victoire de la gauche aux élections législatives, Manuel Aeschlimann annonce porter plainte contre les dix élus de l'opposition, dont la députée Francesca Pasquini (EELV) et les membres du groupe « macroniste ». Il dénonce une phrase d'un communiqué signé par les dix élus portant sur leur non-acceptation dans une réunion consacrée aux rixes survenues entre des individus d'Asnières et de Gennevilliers .

## Synthèse des résultats électoraux

### Élections législatives
| Année | Parti  | Parti | Circonscription       | 1er tour | 1er tour | 1er tour | 2d tour | 2d tour | 2d tour | Issue |
| Année | Parti  | Parti | Circonscription       | Voix     | %        | Rang     | Voix    | %       | Issue   | Issue |
| ----- | ------ | ----- | --------------------- | -------- | -------- | -------- | ------- | ------- | ------- | ----- |
| 2002  |        | UMP   | 2e des Hauts-de-Seine | 16 567   | 47,32    | 1er      | 19 463  | 63,63   | 1er     | Élu   |
| 2007  | 17 289 | UMP   | 2e des Hauts-de-Seine | 46,73    | 1er      | 18 322   | 56,19   | 1er     | Élu     |       |
| 2012  | 10 357 | UMP   | 2e des Hauts-de-Seine | 27,63    | 2e       | 16 384   | 46,47   | 2e      | Battu   |       |

### Élections municipales
Les résultats ci-dessous concernent uniquement les élections où il est tête de liste.
| Année | Liste   | Liste     | Commune            | 1er tour | 1er tour | 1er tour | 2d tour | 2d tour | 2d tour | Sièges obtenus |
| Année | Liste   | Liste     | Commune            | Voix     | %        | Rang     | Voix    | %       | Rang    | Sièges obtenus |
| ----- | ------- | --------- | ------------------ | -------- | -------- | -------- | ------- | ------- | ------- | -------------- |
| 2001  |         | RPR       | Asnières-sur-Seine | 11 261   | 61,15    | 1er      |         |         |         | NC             |
| 2008  |         | UMP       | Asnières-sur-Seine | 9 666    | 41,56    | 1er      | 12 550  | 48,13   | 2e      | 12 / 49        |
| 2014  | UMP-UDI | 9 021     | Asnières-sur-Seine | 34,47    | 2e       | 13 551   | 50,13   | 1er     | 40 / 53 |                |
| 2015  | LR-UDI  | 9 477     | Asnières-sur-Seine | 47,42    | 1er      | 11 586   | 56,10   | 1er     | NC      |                |
| 2020  |         | LR-SL-UDI | Asnières-sur-Seine | 10 924   | 56,62    | 1er      |         |         |         | 44 / 55        |

### Élections cantonales
| Année | Parti | Parti | Canton                 | 1er tour | 1er tour | 1er tour | 2d tour | 2d tour | 2d tour | Issue |
| Année | Parti | Parti | Canton                 | Voix     | %        | Rang     | Voix    | %       | Rang    | Issue |
| ----- | ----- | ----- | ---------------------- | -------- | -------- | -------- | ------- | ------- | ------- | ----- |
| 1994  |       | DVD   | Asnières-sur-Seine-Sud | 3 284    | 36,33    | 1er      | 5 210   | 69,10   | 1er     | Élu   |
| 2001  |       | RPR   | Asnières-sur-Seine-Sud | 3 880    | 46,21    | 1er      | 4 311   | 66,29   | 1er     | Élu   |

## Synthèse des mandats et fonctions politiques

### Mandats nationaux
- 19 juin 2002 -17 juin 2012 : député des Hauts-de-Seine

### Mandats locaux
- 20 mars 1989 - 19 janvier 1999 : conseiller municipal d'Asnières-sur-Seine
- 28 mars 1994 - 25 juin 2002 : conseiller général du canton d'Asnières-sur-Seine-Sud
- 19 janvier 1999 - 22 mars 2008 : maire d'Asnières-sur-Seine
- 22 mars 2008 - 25 septembre 2012 : conseiller municipal d'Asnières-sur-Seine
- 4 avril 2014 - 11 mai 2015 : maire d'Asnières-sur-Seine (élection annulée par le Conseil d'État)
- depuis juin 2015 : maire d'Asnières-sur-Seine